# Wisconsin Rapids
La ville de Wisconsin Rapids est le siège du comté de Wood, dans l’État du Wisconsin, aux États-Unis. Sa population s’élevait à 18 367 habitants lors du recensement de 2010, estimée à 17 696 habitants en 2018.

## Source
- (en) Cet article est partiellement ou en totalité issu de l’article de Wikipédia en anglais intitulé « Wisconsin Rapids, Wisconsin » (voir la liste des auteurs).

1. ↑  (en) « Population and Housing Unit Estimates » (consulté le 30 juillet 2019)
2. ↑  (en) « Census of Population and Housing », Census.gov (consulté le 4 juin 2015)